# Казахский (аул)
Казахский — аул в Кинельском районе Самарской области. Входит в сельское поселение Богдановка.

## География
Расположен в пятидесяти километрах от города Самара.

## История
История образования поселка уходит в 30-е годы XX века.
В 1934 году сюда были согнаны цыгане, и учредили первый цыганский колхоз «Нели Бахт». Но кочевой народ советскому режиму не подчинился и колхоз быстро стал разваливаться.
Цыгане стали разбегаться, и на их место стали заселяться казахи, которые в тот момент вынуждены были бежать из родного Казахстана от репрессий и коллективизации.
В 1935 году образовался колхоз «Сталинский дом» и поселение аул Казахский.

## Население
| 2010 |
| ---- |
| 367  |

## Достопримечательности
Этнографический музей-юрта «Мурагер» (в пер. с каз. «священное наследие»). В просторной юрте XIX века воспроизведен в деталях быт старинной казахской семьи — сундук, люлька, набор постельных принадлежностей и сырмаков — войлочных ковров. Здесь проводятся выставки, театрализованные представления, выступают национальные ансамбли.